# 中浦村 (新潟県)
中浦村（なかうらむら）は、かつて新潟県北蒲原郡にあった村。

## 沿革
- 1889年（明治22年）4月1日 - 町村制施行に伴い北蒲原郡池ノ端村、下中ノ目村、乙次村、下飯塚村、吉浦村、竹俣万代村、加治万代村、万代村、中ノ目新田が合併し、中浦村が発足。
- 1901年（明治34年）11月1日 - 北蒲原郡天王村、荒橋村と合併して、中浦村を新設。
- 1919年（大正8年）11月10日 - 本田村、神山村との境界変更[1]。
- 1921年（大正10年）6月1日 - 佐々木村との境界変更[2]。
- 1955年（昭和30年）3月31日 - 北蒲原郡本田村と合併し、福島村となり消滅。

## 学校

### 小学校
- 中浦村立中浦小学校
- 中浦村立天王小学校
- 中浦村立荒橋小学校

### 中学校
- 中浦村立中浦中学校

## 交通

### 鉄道路線
- 日本国有鉄道
  - 羽越本線
    - 中浦駅

また、旧村域に他に東日本旅客鉄道（JR東日本）白新線も通過しているが、現在に至るまで駅は未設置。